# Association for the Sciences of Limnology and Oceanography
Die Association for the Sciences of Limnology and Oceanography, kurz ASLO, ist eine internationale Fachgesellschaft, die sich den Wissenschaften der Limnologie und der Meereskunde widmet. Sie gibt verschiedene wissenschaftliche Fachzeitschriften heraus und hält mindestens einmal jährlich eine Tagung ab. Die ASLO entstand 1948 als American Society for Limnology and Oceanography und wurde 2011 umbenannt.

## Geschichte
Die Gesellschaft entstand 1948 aus der Fusion der Limnological Society of America und der Oceanographic Society of the Pacific. 2011 erhielt sie ihren heutigen Namen. Durch die Umbenennung in Association for the Sciences of Limnology and Oceanography sollte die internationale Mitgliederstruktur (damals ca. 25 % nicht US-amerikanische Mitglieder) stärker betont und gleichzeitig das etablierte Akronym ASLO beibehalten werden.
Die Gesellschaft umfasst heute rund 4000 Mitglieder aus ca. 60 Ländern und ist damit die größte Gesellschaft, die sich der Limnologie oder Meereskunde oder den beiden Gebieten gleichzeitig widmet. Ihr inhaltliches Ziel ist es, im internationalen Rahmen Wissen über die aquatischen Ökosysteme, also die Binnengewässer und die Meere, zu vermitteln, Erkenntnisse zu integrieren sowie den Informationsaustausch zu fördern. Hierzu führt die ASLO bis zu zweimal jährlich eine Tagung zu einer Vielzahl aktueller Themen durch. Die Tagungen finden meistens in den Vereinigten Staaten, vereinzelt auch in Europa statt.
Sitz des ASLO Business Office ist in Waco (Texas, USA).

## Veröffentlichungen
ASLO publiziert die folgenden wissenschaftlichen Zeitschriften:
- Limnology and Oceanography, eine angesehene wissenschaftliche Zeitschrift mit Originalartikeln, Kommentaren und Review-Artikeln zur Limnologie und Meereskunde. 6 Ausgaben pro Jahr, zusätzlich Spezialausgaben. Artikel, die älter als drei Jahre als sind, können generell frei aus dem Netz heruntergeladen werden.[2]
- Limnology and  Oceanography: Methods, eine kontinuierlich erscheinende reine Online-Publikation mit kurzen methodenorientierten Artikeln.[3]
- Limnology and  Oceanography: Letters, eine reine Online-Publikation für kurze Artikel (letters), Artikel über aktuelle Themen (current evidence) und Essays im Themenbereich der Limnologie oder Ozeanographie.[4]
- Limnology and Oceanography Bulletin, ein vierteljährlich erscheinendes Mitteilungsblatt mit zusätzlich maximal drei größeren wissenschaftlichen Beiträgen.[5]

- Die Zeitschrift Limnology and  Oceanography: Fluids and Environments wurde von 2011 bis 2014 publiziert und anschließend eingestellt. Sie war eine kontinuierlich erscheinende reine Online-Publikation mit Artikeln, welche Hydrodynamik und wassergebundene Transportprozesse mit biologischen, chemischen und geologischen Prozessen in aquatischen Systemen verbinden.[6]

## Preise
Die ASLO verleiht ferner Preise für herausragende wissenschaftliche Leistungen:
- Raymond L. Lindeman Award (seit 1987) für eine herausragende Veröffentlichung eines Nachwuchswissenschaftlers
- G. Evelyn Hutchinson Award (seit 1982) als Anerkennung von Exzellenz in Limnologie oder Ozeanographie
- A.C. Redfield Lifetime Achievement Award (seit 1994) für langfristige Verdienste in den Bereichen der Limnologie oder Ozeanographie oder für die Fachgesellschaft
- John Martin Award (seit 2005) für eine Veröffentlichung in den Aquatischen Wissenschaften, welche großen Einfluss auf die Forschung in dem entsprechenden Feld hatte
- Ruth Patrick Award (seit 1999) als Anerkennung für Forschungen zur Anwendung aquatischer Grundlagenforschung für die Feststellung, Analyse und/oder Lösung wichtiger Umweltprobleme
- Ramón Margalef Award (seit 2008) für ausgezeichnete Lehre.
- Yentsch-Schindler Early Career Award (seit 2012) für junge Wissenschaftler spätestens 12 Jahre nach ihrem letzten Hochschulabschluss.
- Victoria J. Bertics Memorial Award (seit 1987) für Wissenschaftler, die aufgrund eines frühen Todes oder Behinderung ihre Karriere nicht fortsetzen konnten.
- Tommy and Yvette Edmondson Distinguished Service Award (seit 1993) für außergewöhnliche Leistungen zur Unterstützung der ASLO.